# Malkapur (Buldhana)
Malkapur ist eine Stadt im indischen Bundesstaat Maharashtra.
Die Stadt ist Teil des Distrikts Buldhana. Malkapur hat den Status eines Municipal Council. Die Stadt ist in 27 Wards gegliedert. Sie hatte am Stichtag der Volkszählung 2011 insgesamt 67.740 Einwohner, von denen 34.693 Männer und 33.047 Frauen waren. Hindus bilden mit einem Anteil von über 46 % die größte Gruppe der Bevölkerung in der Stadt gefolgt von Muslimen mit über 45 %. Die Alphabetisierungsrate lag 2011 bei 87,94 % und damit deutlich über dem nationalen Durchschnitt.
Die Region um Malkapur ist für den Anbau von Baumwolle bekannt.